# 関沢新一
関沢 新一（、1920年〈大正9年〉6月2日 - 1992年〈平成4年〉11月19日）は、日本の脚本家、作詞家、写真家。京都府京都市出身。

## 人物・来歴
1939年、京都にて政岡憲三のもとでアニメ映画の制作に携わる。戦前の一時期、京都日日新聞に漫画を連載していたこともあった。
1941年、召集を受け南方に従軍し、1946年復員。
1948年、蜂の巣プロに助監督として参加する傍ら、脚本家としても活動を始める。松竹映画『明日は日本晴れ』（1948年）で脚本家としてデビュー。1956年の『空飛ぶ円盤恐怖の襲撃』では監督も務めた。
脚本家として東宝の娯楽映画を多数執筆。『モスラ』『キングコング対ゴジラ』などの特撮もの、『暗黒街の対決』『独立愚連隊西へ』『国際秘密警察 火薬の樽』などのアクションもので、軽快なテンポと洒落た台詞回しを活かした作品を世に出した。社長シリーズや岡本喜八監督作品でも知られる。
東宝専属であったが、「長編マンガを書きたい」と会社側に熱望し、東映動画で2本の脚本を執筆している。本来は契約違反にあたるが、東宝文芸部で大っぴらに宣言したことで止めようがなかったという。
ゴジラ映画の脚本執筆は『地球攻撃命令 ゴジラ対ガイガン』までであるが、その後もプロットを提供し、「東宝チャンピオンまつり」を支えた。
作詞家としても著名であり、第7回日本レコード大賞（昭和40年）を受賞した美空ひばりの「柔」、ミリオンセラーを記録した都はるみの「涙の連絡船」など、今なお歌い継がれているものも多い。コロムビア以外の会社では「良池まもる」のペンネームを使用することもあった。日本電波映画では脚本は『アゴン』のみだが、『ジャングルプリンス』の原作や『坊主拳法』や『姿三四郎』などの日本電波映画作品の主題歌の作詞も手がけており、前述の「柔」も同名ドラマの主題歌である。関沢新一は日本電波映画の社長 松本保常の自宅に居候した時期があった。
「ウルトラシリーズ」などで知られる脚本家、金城哲夫や上原正三の師匠でもある。
蒸気機関車のファンとしても知られ、晩年は鉄道写真家としても活躍。鉄道模型の愛好家でもあり、線路が自宅の中を一周するHOゲージの大型レイアウトを製作、龍角散のCMでは本人とともに撮影されている。キネマ旬報社がSLブーム時に創刊した雑誌『蒸気機関車』の初代編集長も務めている。
1992年11月19日午前10時に自宅で心筋梗塞のため死去。72歳没。墓所は京都市東山区隆彦院。

## 作風
テンポのよい掛け合いのような台詞回しが特徴で、「もともと関西出身ということもあり、漫才が根底になっている」と自ら述べている。文芸部時代に脚本家と携わることが多かった東宝プロデューサーの田中文雄は、関沢について明るい人物であり、脚本もパーツ単位で組み替えられるカラッとした作りであったと証言している。書籍では、同時期に東宝特撮で活躍した馬淵薫（木村武）が「ネガ」であるのに対し、関沢は「ポジ」であると評している。
複数のストーリーを別々に進行させながら次第に融合していくという組み立て方も得意としており、そのため複数の怪獣が登場する怪獣映画にマッチしていたとされる。怪獣の名前や設定なども関沢が創作しており、デザイン案を描くこともあった。
関沢は、脚本において大きさなどの具体的な数値を計算することはないといい、映画として絵になるかどうかを重要視している。SF設定も科学的な考証などは行っていない。また、映画は飛躍と省略であるといい、つじつまを合わせることよりもドラマを進行させシチュエーションを盛り上げることの重要性を語っている。映画脚本家としては、尺や予算も計算できるようになることが必要であると述べている。
特技監督の中野昭慶は、関沢の脚本は社会問題を取り入れてもっともらしく作るのがうまかったと評している。一方で、格闘シーンはト書きで「大格闘よろしく」と書いてあるのみだったと証言している。撮影の有川貞昌は、脚本で細かく書かれると特撮ではやりにくいため、すべて任せてもらえるのがありがたかったと述べている。関沢自身は、肝心な部分ではアクションも一応書いていたと述べている。
東宝の助監督であった梶田興治は、関沢を「天才」と評しており、ゴジラシリーズなどでは小説家らによるシリアスな原作に関沢がエンターテイメント要素を加えたことで人気になったと述べている。関沢は自身が鉄道模型の電線を口に咥えて感電した経験から、ゴジラが鉄塔に火を吹く時に感電しないのかと考えるなど、発想もユニークであったという。また、関沢自身が作詞について「簡単だ」と述べていたことも証言している。
『モスラ対ゴジラ』などに出演した宝田明も、関沢の脚本は作品が華やかになるセンス・オブ・ワンダーの宝庫と評しており、『怪獣大戦争』のように怪獣や宇宙人の物語を人間ドラマにうまく絡める技術を評価している。また、内容に疑問を感じるような脚本では感情移入することができずつっかえてしまうことがあるが、関沢の脚本ではそのようなことはなかったという。
『モスラ』のインファント島をはじめ、関沢の作品では南海の孤島を舞台とするものが多い。これについて関沢は、それ以前の『空の大怪獣 ラドン』や『大怪獣バラン』など山中から怪獣が出現する作品が暗い雰囲気であったのに対し、ファンタジックで華やかな南の島は自身のネアカな性格に合っていたと述べており、自身が太平洋戦争中に訪れた南方や自身が愛好するムー大陸などの雰囲気などを反映している。一方で、舞台設定は思いつきで浮かぶことが多いといい、具体的な位置などを示さず「南海の孤島」という漠然としたイメージに留めることで、お伽話における「昔々」や「あるところ」などのようなストーリーを展開させるための雰囲気作りを目的としていたことも語っている。
鉄道ファンであったことから、自作にも鉄道を登場させることが多い。同じく鉄道ファンであった円谷英二は、関沢に何の鉄道を登場させるか事前に聞いてミニチュアなどを用意していたという。円谷は晩年に撮影用の車両を関沢へ譲ることを約束していたが、果たすことなく死去した。
多作であることでも知られ、全盛期には1年間に5本以上の映画を手掛けており、担当作品が連続して公開されたり、2本立ての作品両方を手掛けるなどしていた。関沢は、忙しい方がかえっていろいろなアイディアが出ていたと述べている。昼間は遊び歩いており、執筆は深夜に行っていたという。
平成ゴジラシリーズの監督や脚本を務めた大森一樹は、『ゴジラvsビオランテ』の制作時に関沢の脚本を読み込んだといい、物語の展開の仕方や怪獣映画でありながら他ジャンルの映画の要素も取り込んでいることなどを評価している。『vsビオランテ』当時の大森は、関沢作品の内容を「絵空事」として否定的に捉えていたが、実際に自身で制作して怪獣と現実は噛み合わないと実感し、関沢が偉大であったと思い直したといい、『ゴジラvsモスラ』などではその手法を取り入れている。

## 人物・エピソード
映画は日本映画よりもフランス映画やイタリア映画を好んでいた。アニメ作品では、『未来少年コナン』を高く評価していた。
渋谷で旅館を経営しており、その一室を自身の仕事部屋にしていた。
金城哲夫は、円谷英二からの紹介で関沢に弟子入りし、一時は関沢の自宅近所に住んでいたこともあった。金城が沖縄へ帰郷した後も交流はあり、金城は仕事に行き詰まると酔って関沢に電話をかけていたという。関沢は、金城から沖縄を訪れるよう求められ、来訪を約束していたが、金城の存命中に果たされることはなかった。

## 主な作品

### 脚本

#### 映画
- 明日は日本晴れ（1948年）[8]
- 娘十八嘘つき時代（1949年・えくらん社）
- 空飛ぶ円盤恐怖の襲撃（1956年）
- 大怪獣バラン（1958年）
- 暗黒街の顔役（1959年）[注釈 3]
- 宇宙大戦争（1959年）
- 暗黒街の対決（1960年）
- あんみつ姫の武者修業（1960年･松竹）
- 電送人間（1960年）
- 独立愚連隊西へ（1960年）
- 守屋浩の三度笠シリーズ（1961年）
- 暗黒街の弾痕（1961年）
- モスラ（1961年）
- ガンバー課長（1961年）
- ゴジラシリーズ
  - キングコング対ゴジラ（1962年）[7]
  - モスラ対ゴジラ（1964年）[7]
  - 三大怪獣 地球最大の決戦（1964年）
  - 怪獣大戦争（1965年）
  - ゴジラ・エビラ・モスラ 南海の大決闘（1966年）[7]
  - 怪獣島の決戦 ゴジラの息子（1967年） [7][注釈 4]
  - ゴジラ・ミニラ・ガバラ オール怪獣大進撃（1969年）[7]
  - 地球攻撃命令 ゴジラ対ガイガン（1972年）[7]
  - ゴジラ対メガロ（1973年） [注釈 5]
  - ゴジラ対メカゴジラ（1974年） [注釈 6]
- やま猫作戦（1962年）
- 戦国野郎（1963年）
- 海底軍艦（1963年）
- 宇宙大怪獣ドゴラ（1964年）
- 国際秘密警察シリーズ
  - 国際秘密警察 火薬の樽（1964年）
  - 国際秘密警察 絶体絶命（1967年）
- ゼロ・ファイター 大空戦（1966年）
- 少年ジャックと魔法使い（1967年）
- 緯度0大作戦（1969年）[注釈 7]

#### テレビドラマ
- アゴン
- ウルトラマン
- 快獣ブースカ
- 渥美清の泣いてたまるか
- マイティジャック
- 独身のスキャット

#### 未制作
- 続 キングコング対ゴジラ（1963年）
- バットマン対ゴジラ（1965年?）
- 空飛ぶ戦艦（1966年）

### 作詞
- 学園広場（舟木一夫）
- 夢のハワイで盆踊り（舟木一夫・コロムビア・ローズ・本間千代子・高橋元太郎）
- おみこし野郎（舟木一夫）
- 高原のお嬢さん（舟木一夫）
- 銭形平次・主題歌（舟木一夫）
- 太陽にヤァ!（舟木一夫）
- 一心太助 江戸っ子祭り（舟木一夫）
- ダイナマイトが百五十屯（小林旭)
- 筑後川エレジー（大川栄策）
- そよ風道中 琴姫七変化･主題歌（花村菊江）
- 笑顔と涙の遠い道（美空ひばり）
- 柔（美空ひばり）
- 姿三四郎・主題歌（村田英雄）
- 坊主拳法・主題歌（村田英雄）
- 夫婦春秋（村田英雄）
- 涙の連絡船（都はるみ）
- ライオン奥様劇場 続芸者っ子・下町育ち・主題歌（笹みどり）
- ライオン奥様劇場 大奥の女たち・主題歌（笹みどり）
- ライオン奥様劇場 こころ妻・主題歌（笹みどり）
- 花王愛の劇場 女の絶唱・主題歌（笹みどり）
- 花王愛の劇場 女のうず潮・主題歌（笹みどり）
- じんじろ橋（かぐや姫）
- 大勝負（水前寺清子）
- 天馬天平・主題歌（鳴海日出夫）
- ガリバーの宇宙旅行・主題歌
- ゴジラ・ミニラ・ガバラ オール怪獣大進撃・主題歌
- 地球攻撃命令 ゴジラ対ガイガン・主題歌
- ゴジラとジェットジャガーでパンチ、パンチ、パンチ（子門真人）
- エンゼル・キッス（ザ・ピーナッツ）
- はじめての僕デス（宮本浩次）
- 歩（北島三郎）
- 泣いてたまるか・主題歌（渥美清）

### 監督
- 大仏さまと子供たち（1952年・蜂の巣映画）※助監督
- 空飛ぶ円盤恐怖の襲撃（1956年・新東宝）

### 著作
- 『滅びゆく蒸気機関車―関沢新一写真集』正・続（さあ行こう俺たちの美しいやつ "LET'S START MY HANDSOME BOY!"） ノーベル書房、1968、1969年
- 『汽車がゆく、だから僕も… : ある機関車ファンの華麗な体験』　毎日新聞社、1969年
- 『鉄道写真 花あるレールの記録』ノーベル書房、1969年
- 『滊車―関沢新一写真集』1974年、世紀社出版

## 出演

### CM
- 龍角散

### テレビ
- 笑点 三波伸介との対談

## 受賞歴
- 1990年 - 紫綬褒章